# イギリスの政党
イギリスの政党は、イギリスの政党について説明する。
完全小選挙区制を採用しており、国民の間では選挙制度（イギリス総選挙）への不満も高まっている。

## 政党一覧
- ■労働党 - 労働代表委員会を前身とする中道左派の社会民主主義政党
- ■保守党 - トーリー党に起源を持つ中道右派の保守政党
- ■自由民主党 - ホイッグ党、自由党の流れを汲む自由主義政党
- 協同党 - 協同組合運動に起源を持つ中道左派の協同組合主義政党。
- スコットランド国民党 - スコットランド独立や地域主義を掲げる中道左派の社会民主主義政党
- シン・フェイン党 - 北アイルランド・ナショナリスト（アイルランド派）による政党。アイルランドの政党の一つでもある。
- 民主統一党 - 北アイルランド・ユニオニスト（英国派）強硬派による政党
- リフォームUK - 欧州懐疑主義や反グローバリズムを掲げる右派の保守政党
- 緑の党 - 緑の政治を掲げる環境主義政党
- プライド・カムリ - ウェールズの地域政党。
- 社会民主労働党  - 北アイルランド・ナショナリスト（アイルランド派）穏健派による政党。
- 北アイルランド同盟党  - 北アイルランド・中立派による政党。
- アルスター統一党  - 北アイルランド・ユニオニスト（英国派）穏健派による政党

### 庶民院に議席を有さない政党
- 国民党
- 国民戦線
- リスペクト
- 平和党
- 独立党
- イギリス共産党
- 社会主義労働党